# Galéria
Galéria (korziško Galeria) je naselje in občina v francoskem departmaju Haute-Corse regije - otoka Korzika. Leta 1999 je naselje imelo 302 prebivalca.

## Geografija
Kraj leži ob istoimenskem zalivu na severozahodu otoka Korzike, 115 km jugozahodno od središča Bastie.

## Uprava
Občina Galéria skupaj s sosednjimi občinami Calenzana, Manso, Moncale, Montegrosso in Zilia  sestavlja kanton Calenzana s sedežem v Calenzani. Kanton je sestavni del okrožja Calvi.

## Zanimivosti
- rezervat biosfere, ustanovljen leta 1977 za ohranitev biološke raznolikosti v dolini reke Fangu; nahaja se znotraj Naravnega regijskega parka Korzike,
- varovano območje narave Riciniccia ob izlivu reke Fangu v zaliv Galéria.

1. ↑  »Populations légales 2016«. Nacionalni inštitut za statistične in gospodarske raziskave. Pridobljeno 25. aprila 2019.